# Лаваньо
Лава̀ньо (на италиански и на венециански: Lavagno) е градче и община в Северна Италия, провинция Верона, регион Венето. Разположено е на 162 m надморска височина. Населението на общината е 8435 души (към 2015 г.).